# Microcosmi
Microcosmi è una serie di racconti descrittivi di Claudio Magris del 1997. Il libro ha vinto il Premio Strega nello stesso anno.

## Trama
Caffè San Marco
Magris descrive l'ambiente del Caffè San Marco di Trieste, dei suoi personaggi locali e letterari.
Valcellina
I piccoli borghi della Valcellina vengono visitati e descritti con ricchi dettagli.
Lagune
È la volta della descrizione del paesaggio di varie località della laguna di Grado, con cenni alla storia di alcuni persone del luogo.
Il Nevoso
Storie riguardante i villaggi attorno al Monte Nevoso.
Collina
Visita di Cambiano, Chieri, Pecetto Torinese e altri comuni limitrofi.
Assirtidi
Visita alle isole di Cherso e Lussino.
Antholz
Descrizione delle località attorno a Rasun Anterselva in Alto Adige.
Giardino pubblico
Descrive la storia e l'ambiente del giardino pubblico di Trieste.
La volta
Racconto a carattere autobiografico.

## Edizioni
Claudio Magris, Microcosmi, Garzanti, 1997, ISBN 88-11-66258-3.